# Đội tuyển bóng đá U-14 quốc gia Việt Nam
Đội tuyển bóng đá U-14 quốc gia Việt Nam là đội tuyển bóng đá ở các độ tuổi 14 hoặc nhỏ hơn của Việt Nam do Liên đoàn bóng đá Việt Nam quản lý.

## Đội ngũ kỹ thuật
Tính đến 8 tháng 7 năm 2013
| Chức vụ                | Tên               |
| ---------------------- | ----------------- |
| Trưởng đoàn            | Nguyễn Mạnh Cường |
| Huấn luyện viên        | Trần Minh Chiến   |
| Trợ lý huấn luyện viên | Lê Tuấn Long      |
| Trợ lý huấn luyện viên | Nguyễn Hữu Thảo   |
| Trợ lý huấn luyện viên | Lưu Danh Minh     |
| Bác sĩ 1               | Nguyễn Đình Đức   |
| Bác sĩ 2               | Vũ Anh Dũng       |

## Đội hình
Tính đến 20 tháng 5 năm 2017.
Ghi chú: Quốc kỳ chỉ đội tuyển quốc gia được xác định rõ trong điều lệ tư cách FIFA. Các cầu thủ có thể giữ hơn một quốc tịch ngoài FIFA.
| Số | VT | Quốc gia | Cầu thủ          |
| -- | -- | -------- | ---------------- |
| 1  | TM | Việt Nam | Đỗ Hoàng Phúc    |
| 24 | TM | Việt Nam | Lê Bảo Minh Duy  |
| 13 | TM | Việt Nam | Nguyễn Đăng Khoa |
| 2  | HV | Việt Nam | Phạm Thái Bình   |
| 3  | HV | Việt Nam | Nguyễn Văn Vũ    |
| 4  | HV | Việt Nam | Lê Minh Khánh    |
| 5  | HV | Việt Nam | Trần Nam Phương  |
| 6  | HV | Việt Nam | Lê Huy Tuấn Anh  |
| 19 | HV | Việt Nam | Hán Văn Lim      |
| 20 | HV | Việt Nam | Nguyễn Nhất Huy  |
| 7  | TV | Việt Nam | Vũ Đình Khải     |

| Số | VT | Quốc gia | Cầu thủ                 |
| -- | -- | -------- | ----------------------- |
| 8  | TV | Việt Nam | Nguyễn Ngọc Thiên Phúc  |
| 12 | TV | Việt Nam | Trịnh Tuấn Khanh        |
| 17 | TV | Việt Nam | Nguyễn Đình Nhật Nguyên |
| 18 | TV | Việt Nam | Hồ Đăng Khoa            |
| 21 | TV | Việt Nam | Đặng Kim Hồng Quân      |
| 9  | TĐ | Việt Nam | Lê Huỳnh Đức            |
| 10 | TĐ | Việt Nam | Dương Văn Bảo           |
| 11 | TĐ | Việt Nam | Trần Huỳnh Hoài An      |
| 14 | TĐ | Việt Nam | Phạm Gia Huy            |
| 16 | TĐ | Việt Nam | Lưu Chí Cơ              |

## Thống kê giải đấu

### Giải vô địch bóng đá U-14 châu Á
Đội tuyển bóng đá U-14 Việt Nam tham dự và không vượt qua vòng loại của Giải vô địch bóng đá U-14 châu Á năm 2014 khu vực Đông Nam Á tại Myanmar..
| 2014      | 5 | 3 | 0 | 2 | 9 | 12 | Đinh Văn Dũng |
| Tổng cộng | 5 | 3 | 0 | 2 | 9 | 12 |               |